# Омер Топрак
Омер Топрак (тур. Ömer Toprak, нар. 21 липня 1989, Равенсбург) — турецький футболіст, захисник клубу «Антальяспор». 
Насамперед відомий виступами за клуби «Фрайбург» і «Баєр 04», а також національну збірну Туреччини.

## Клубна кар'єра
Народився у ФРН в родині турецьких гастарбайтерів, вихованець німецького футболу.
У дорослому футболі дебютував 2007 року виступами за другу команду клубу «Фрайбург», в якій провів один сезон, взявши участь у 22 матчах чемпіонату. 
З того ж року почав грати за головну команду «Фрайбурга». Відіграв за фрайбурзький клуб наступні чотири сезони своєї ігрової кар'єри.
До складу клубу «Баєр 04» приєднався 2011 року. Протягом першого сезону у новому клубі відіграти за команду з Леверкузена 27 матчів в національному чемпіонаті. А загалом за шість сезонів провів 154 гри за «Баєр».
Влітку 2017 року став гравцем дортмундської «Боруссії»

## Виступи за збірні
У 2008 році дебютував у складі юнацької збірної Німеччини, взяв участь у 6 іграх на юнацькому рівні, відзначившись 2 забитими голами.
На дорослому рівні вирішив захищати кольори історичної батьківщини, Туреччини. У 2011 році дебютував в офіційних матчах у складі національної збірної Туреччини. Наразі провів у формі головної команди країни 27 матчів, забивши 2 голи.

## Титули і досягнення
- Володар Суперкубка Німеччини (1):

«Боруссія» (Дортмунд): 2019
- Чемпіон Європи (U-19): 2008